# Alphabetland
Alphabetland è l'ottavo album in studio del gruppo musicale statunitense X, pubblicato nel 2020, a distanza di 27 anni dal loro ultimo lavoro. L'album presenta le loro classiche sonorità punk rock e rock and roll che li hanno resi celebri negli anni 80, ed è stato registrato dalla formazione originale. La critica  lo ha accolto positivamente (Metacritic assegna un punteggio di 82/100). 

## Tracce
1. Alphabetland – 2:58
2. Free – 2:14
3. Water & Wine – 2:39
4. Strange Life – 2:34
5. I Gotta Fever – 2:27
6. Delta 88 Nightmare – 1:37
7. Star Chambered – 2:17
8. Angel on the Road – 2:49
9. Cyrano DeBerger’s Back – 3:04
10. Goodbye Year, Goodbye – 2:16
11. All the Time in the World – 2:05

## Formazione
X
- Exene Cervenka – voce
- DJ Bonebrake – batteria, percussioni
- John Doe – basso, voce
- Billy Zoom – chitarra, sassofono (in Cyrano De Berger's Back), piano

Altri musicisti
- Robby Krieger – chitarra (in All the Time in the World)
- Rob Schnapf – chitarra, produzione